# Баскетбол на летней Универсиаде 1999
Баскетбольный турнир на летней Универсиаде 1999 проходил в Пальма-де-Мальорке с 3 по 13 июля 1999 года. Соревнования проводились среди мужских и женских сборных команд.
Чемпионом Универсиады стали мужская сборная США и женская сборная Испании.

## Медальный зачёт
| Место | Страна       | Золото | Серебро | Бронза | Всего |
| ----- | ------------ | ------ | ------- | ------ | ----- |
| 1     | США          | 1      | 1       | 0      | 2     |
| 2     | Испания      | 1      | 0       | 1      | 2     |
| 3     | СР Югославия | 0      | 1       | 0      | 1     |
| 4     | Россия       | 0      | 0       | 1      | 1     |

## Медалисты
|         | Золото | Серебро | Бронза |
| Мужчины | США · Эрик Бэркли · Кори Брэдфорд · Крис Каррауэлл · Кевин Фримэн · Брендан Хэйвуд · Марк Мадсен · Кеньон Мартин · Пит Микал · Крис Мим · Скуни Пенн · Майкл Редд · Мэтт Сантанджело · Тренер — Оливер Парнелл              | СР Югославия · Огньен Ашкрабич · Жарко Цабаркапа · Горан Цакич · Марко Кияс · Марко Пекович · Ненад Пештолевич · Ваня Плиснич · Владимир Ронцевич · Младен Шекуларац · Владимир Тика · Лука Вучинич · Милош Вуянич   | Испания · Берни Альварес · Хуан Хосе Бернабе · Алекс Бургос · Рубен Бургос · Мартин Феррера · Оскар Гонсалес · Виктор Люнго · Карлес Марко · Луис Мартинес · Кике Морага · Берни Тамамес · Пако Васкес · Тренер — Пако Гарсия                |
| Женщины | Испания · Ракель Дельядо · Нурия Форт · Сандра Галлего · Бегона Гарсия · Иоланда Гарсия · Ноэми Жордана · Ниевес Лламас · Лурдес Пелаес · Ингрид Понс · Рози Санчес · Ирия Виллар · Марта Сурро · Тренер — Висенте Родригес | США · Лакванда Барксдейл · Рашида Кларк · Камилла Купер · Хелен Дарлинг · Кэти Дуглас · Андреа Гарнье · Брэнди Маккейн · Коко Миллер · Келли Миллер · Рут Райли · Аяна Уокер · Брук Уайкофф · Тренер — Рене Портланд | Россия · Светлана Абросимова · Оксана Чугунова · Наталья Гаврилова · Диана Густилина · Елена Карпова · Наталья Майорова · Светлана Мисарова · Ирина Осипова · Оксана Рахматулина · Елена Вишнякова · Наталья Водопьянова · Оксана Закалюжная |